# Nicolau III Gramàtic
Nicolau III Gramàtic (en llatí: Nicolaus, en grec antic: Νικόλαος) va ser patriarca de Constantinoble de l'any 1084 al 1111. Va substituir al patriarca dimitit Eustraci Garides.
Era un teòleg erudit que va combatre amb els seus escrits les heretgies i va escriure pregàries rituals per al baptisme, el matrimoni, la confessió, el dejuni i la comunió, que es recitaven a les esglésies ortodoxes.
Es va trobar amb alguns conflictes sobre heretgies, i va fer costat a l'emperador Aleix I Comnè en el cas de Lleó de Calcedònia, que havia protestat contra l'emperador per haver-se apropiat dels tresors de l'església per finançar les Guerres romano-normandes. Va excomunicar per heretge a Basili el metge. Va recolzar a Nicetes d'Ancira que s'oposava al dret de l'emperador de nomenar els patriarques, i també va esforçar-se per reduir la influència a l'església del cartofílac.
Va escriure diversos decrets, un reglament pels monjos del Mont Atos, i diverses cartes, tot publicat per Cave i Fabricius, que l'inclou a la Bibliotheca Graeca.